# Marius Jonker
Marius Jonker (Kimberley (Sudáfrica), 19 de junio de 1968) es un árbitro internacional de rugby union. 
Jonker es unos de los árbitros sudafricanos más reconocidos, habiendo dirigido numerosos partido del Super 14. Su debut como internacional fue el 20 de agosto de 2005. 
Su primera participación en la Copa del Mundo de Rugby fue en 2007 en Francia, junto con Wayne Barnes de Inglaterra y Nigel Owens de Gales.
Jonker ha arbitrado en numerosos torneos oficiales, destacando entre ellos el IRB Pacific 5 Nations.